# Cardiocentrismo
Il cardiocentrismo è una corrente filosofica, portata avanti da Aristotele il quale considerava il cuore la sede dell'anima umana, concezione respinta dalla successiva tradizione medica facente capo a Galeno, che poneva la sede dell'anima nel cervello, tesi accettata anche da Cassiodoro. Con il programma cartesiano di una descrizione meccanica delle strutture e delle funzioni organiche il dibattito sulla localizzazione delle facoltà psichiche ha assunto connotazioni completamente materialistiche, ed il cervello è considerato generalmente sede principale dei fenomeni mentali.  Il problema del dualismo anima-corpo (o spirito-corpo) diventa relegato allo studio quasi esclusivo da parte di filosofia e teologia e solo in rari casi viene preso in considerazione dalla scienza medica.